# 白草镇
白草镇，是中华人民共和国河北省张家口赤城县下辖的一个乡镇级行政单位。

## 行政区划
白草镇下辖以下地区：
白草村、梁家营村、辛营村、头道沟村、围场沟村、鹿叫村、桃阳村、张家营村、杏花村、马栅子村、二道川村、石嘴子村、西窑村、小白草村、西四道沟村和罗家营村。